# Carl Schuch

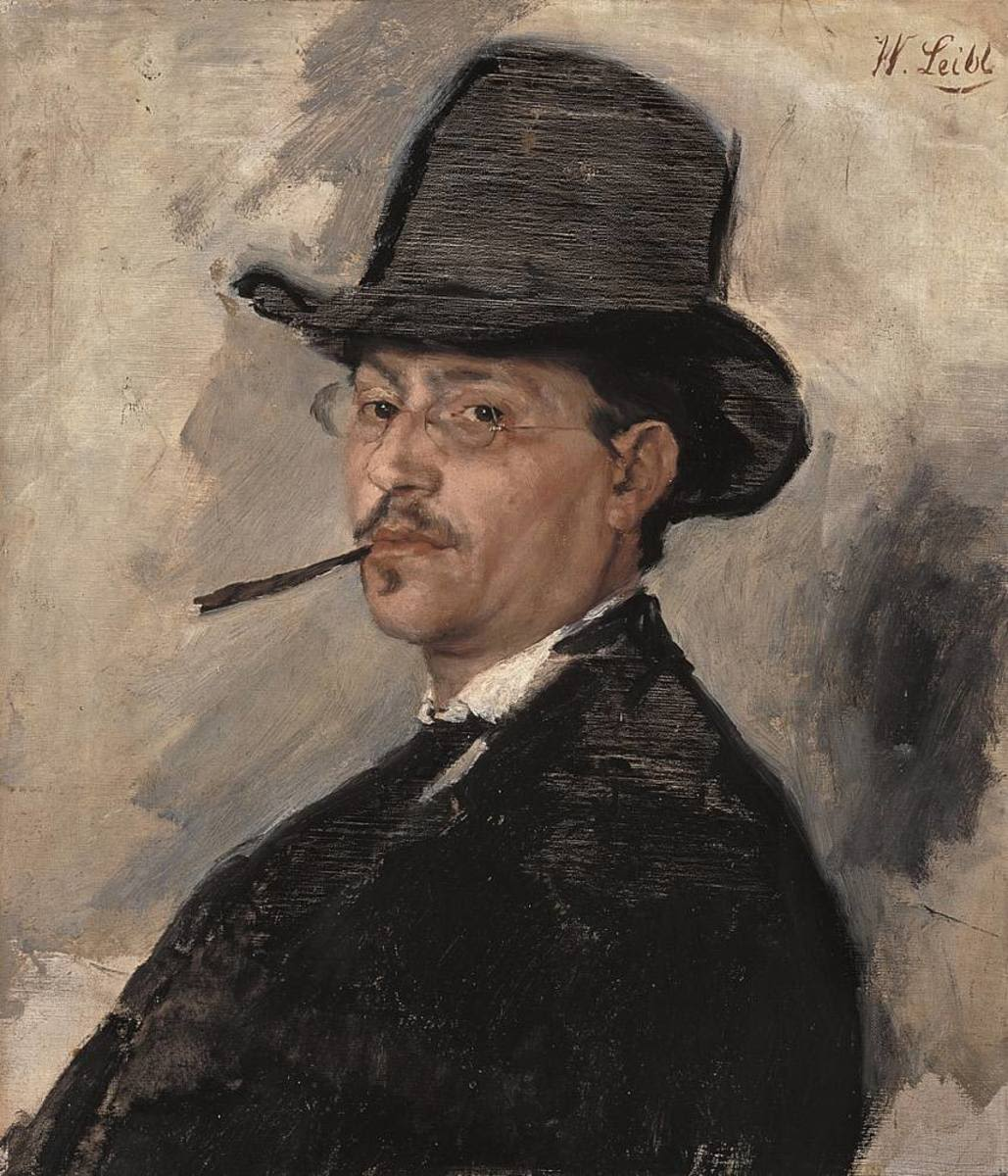
Carl Schuch, porträtterad av Wilhelm Leibl.

Carl Schuch, född den 30 september 1840 i Wien, död där den 13 september 1903, var en österrikisk målare.
Schuch studerade i Wien, München, Bryssel och Venedig. I Paris vistades han 1882–1894. Han slöt sig till Wilhelm Leibl och Wilhelm Trübner och tog även starkt intryck av Gustave Courbet. Han representerar en kraftfull målerisk riktning. Han finns representerad på Leopold Museum i Wien. Arbeten av honom – stilleben och små landskap – finns också på Nationalgalleriet i Berlin, Kunsthalle i Hamburg, Dresdengalleriet, Nya pinakoteket i München och museet i Hannover. Han målade även genrebilder och porträtt (bland annat ett självporträtt). Från senare delen av 1880-talet hindrade sjuklighet honom från att arbeta.